# Marcelino Martínez
Marcelino Martínez Cao ou simplesmente Marcelino (Ares, 29 de abril de 1940), é um ex-futebolista espanhol.

## Carreira
Durante sua carreira, ele jogou principalmente pelo Real Zaragoza. Ele também jogou quatorze vezes pela Seleção Espanhola de Futebol, participando do Campeonato Europeu de Futebol de 1964 e da Copa do Mundo FIFA de 1966. Ele marcou o gol da vitória para os espanhóis contra a União Soviética na final de 1964.

## Títulos
Real Zaragoza
- Copa del Rey: 1963–64 e 1965–66
- Taça das Cidades com Feiras: 1963–64

Espanha
- Eurocopa: 1964